# Moidieu-Détourbe
Moidieu-Détourbe est une commune française située dans le département de l'Isère en région Auvergne-Rhône-Alpes.

## Géographie

### Situation et description
La commune de Moidieu-Détourbe  est située dans la partie septentrionale du département de l'Isère, en limite des Terres froides occidentales et des Balmes viennoises sur l'axe Vienne - Grenoble, à environ 45 km de Lyon.

### Climat
Pour des articles plus généraux, voir Climat d'Auvergne-Rhône-Alpes et Climat de l'Isère.
En 2010, le climat de la commune est de type climat océanique altéré, selon une étude du Centre national de la recherche scientifique s'appuyant sur une série de données couvrant la période 1971-2000. En 2020, Météo-France publie une typologie des climats de la France métropolitaine dans laquelle la commune est dans une zone de transition entre le climat semi-continental et le climat de montagne et est dans la région climatique  Moyenne vallée du Rhône, caractérisée par un bon ensoleillement en été (fraction d’insolation > 60 %), une forte amplitude thermique annuelle (4 à 20 °C), un air sec en toutes saisons, orageux en été, des vents forts (mistral), une pluviométrie élevée en automne (250 à 300 mm). 
Pour la période 1971-2000, la température annuelle moyenne est de 11,8 °C, avec une amplitude thermique annuelle de 17,9 °C. Le cumul annuel moyen de précipitations est de 940 mm, avec 9,3 jours de précipitations en janvier et 6,7 jours en juillet. Pour la période 1991-2020, la température moyenne annuelle observée sur la station météorologique de Météo-France la plus proche, « Luzinay », sur la commune de Luzinay à 10 km à vol d'oiseau, est de 12,7 °C et le cumul annuel moyen de précipitations est de 928,1 mm,. Pour l'avenir, les paramètres climatiques de la commune estimés pour 2050 selon différents scénarios d'émission de gaz à effet de serre sont consultables sur un site dédié publié par Météo-France en novembre 2022.

### Hydrographie
La commune est traversée par 2 cours d'eau d'est en ouest : l'Amballon et la Vesonne. L'amballon se jette dans la Vesonne au niveau du hameau des Granges.

### Voies de communication et transports
Plusieurs routes départementales traversent la commune. 
La plus importante est la RD 502 (ancienne route nationale), qui traverse le hameau de la Détourbe d'est en ouest. Les RD 53B et 41D débouchent sur la RD 502 à l'est du hameau de la Détourbe. 
La RD 38 traverse le centre-village du nord au sud.

## Urbanisme

### Typologie
Au 1er janvier 2024, Moidieu-Détourbe est catégorisée commune rurale à habitat dispersé, selon la nouvelle grille communale de densité à sept niveaux définie par l'Insee en 2022.
Elle est située hors unité urbaine. Par ailleurs la commune fait partie de l'aire d'attraction de Lyon, dont elle est une commune de la couronne,. Cette aire, qui regroupe 397 communes, est catégorisée dans les aires de 700 000 habitants ou plus (hors Paris),.

### Occupation des sols
L'occupation des sols de la commune, telle qu'elle ressort de la base de données européenne d’occupation biophysique des sols Corine Land Cover (CLC), est marquée par l'importance des territoires agricoles (68,1 % en 2018), en diminution par rapport à 1990 (73,3 %). La répartition détaillée en 2018 est la suivante : 
terres arables (45,3 %), forêts (22,1 %), zones agricoles hétérogènes (13,1 %), zones urbanisées (9,7 %), prairies (9,7 %), mines, décharges et chantiers (0,1 %). L'évolution de l’occupation des sols de la commune et de ses infrastructures peut être observée sur les différentes représentations cartographiques du territoire : la carte de Cassini (XVIIIe siècle), la carte d'état-major (1820-1866) et les cartes ou photos aériennes de l'IGN pour la période actuelle (1950 à aujourd'hui).

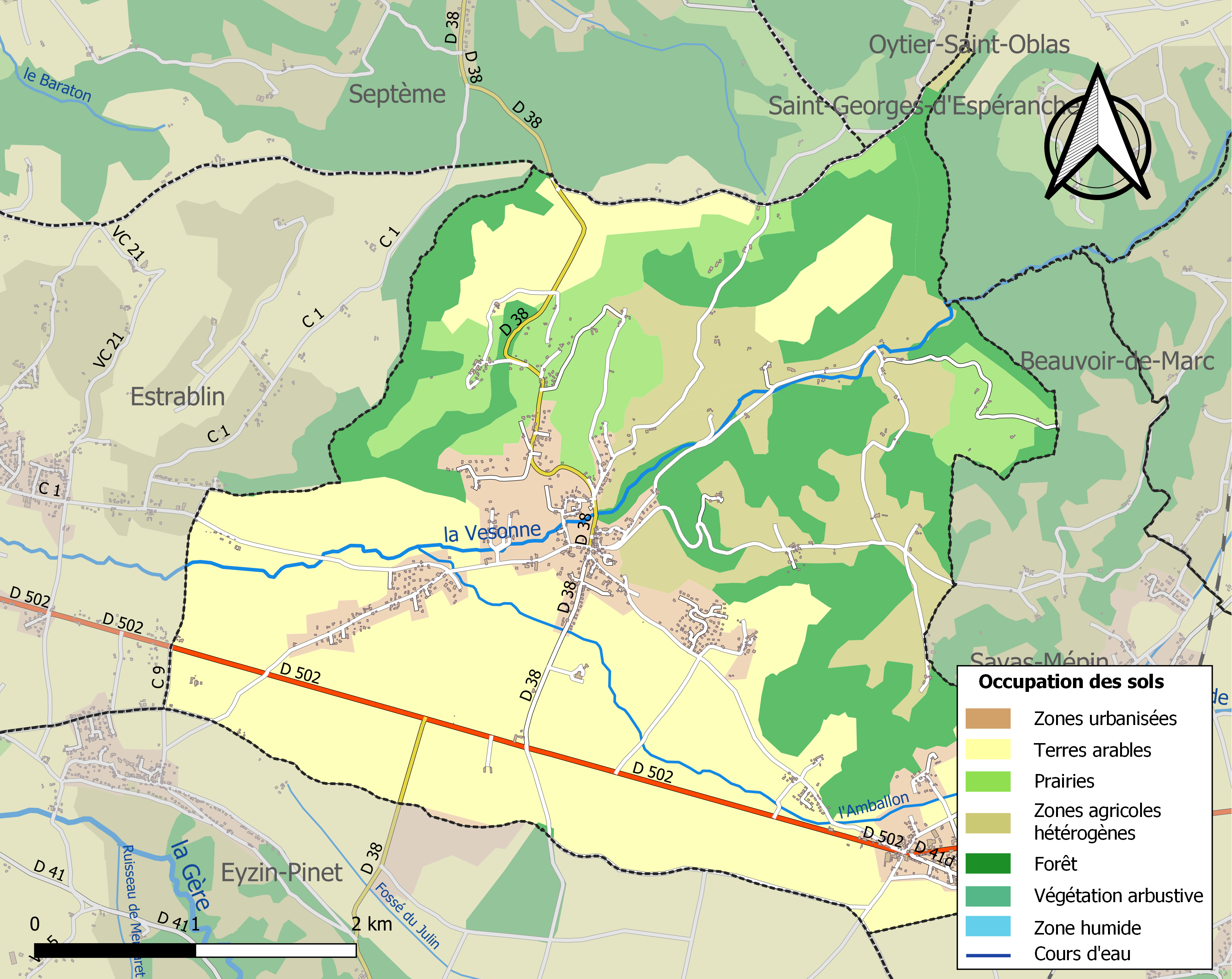
Carte des infrastructures et de l'occupation des sols de la commune en 2018 (CLC).

### Hameaux, Lieux-dits et écarts
Outre le centre-village qui regroupe la majeure partie de la population, des commerces et services, le plus gros hameau est celui de la Détourbe à l'est de la commune dans lequel il y a eu une école à classe unique jusqu'en 1975. Quelques commerces (bar, tabac, restaurant, vente à la ferme...), des services (garage auto, vétérinaire...) ainsi que la zone artisanale du Bailly se trouvent dans ce hameau.
D'autres hameaux de moindre importance composent la commune : Les Granges, le Vernéa, le Cancelet, le Moulin, Les Meuniers, les Guettières, le Piémond...

### Risques naturels et technologiques

#### Risques sismiques
L'ensemble du territoire de  de Moidieu-Détourbe est situé en zone de sismicité n°3 (sur une échelle de 1 à 5), comme la plupart des communes de son secteur géographique.
| Type de zone | Niveau            | Définitions (bâtiment à risque normal) |
| ------------ | ----------------- | -------------------------------------- |
| Zone 3       | Sismicité modérée | accélération = 1,1 m/s2                |

## Toponymie
La commune portait comme nom d'origine celui de "Modiatis". L'usage a déformé ce nom pour devenir celui de "Moydieu" qui a par la suite été transformé en son nom actuel : Moidieu.
L'appellation Moidieu-Détourbe date de 1924 à la suite de l'accord de la sous-préfecture d'ajouter le nom du hameau de la Détourbe afin de ne pas confondre la commune avec celle de Moissieu. 

## Politique et administration

### Liste des maires
| Période                                  | Période  | Identité            | Étiquette | Qualité  |
| ---------------------------------------- | -------- | ------------------- | --------- | -------- |
| 2008                                     | 2020     | Gérard Lambert      | DVG       | Retraité |
| 2020                                     | En cours | Christian Pétrequin |           |          |
| Les données manquantes sont à compléter. |          |                     |           |          |

## Population et société

### Démographie
L'évolution du nombre d'habitants est connue à travers les recensements de la population effectués dans la commune depuis 1793. Pour les communes de moins de 10 000 habitants, une enquête de recensement portant sur toute la population est réalisée tous les cinq ans, les populations de référence des années intermédiaires étant quant à elles estimées par interpolation ou extrapolation. Pour la commune, le premier recensement exhaustif entrant dans le cadre du nouveau dispositif a été réalisé en 2005.

En 2022, la commune comptait 1 971 habitants, en évolution de +5,85 % par rapport à 2016 (Isère : +3,07 %, France hors Mayotte : +2,11 %).
| 1793 | 1800 | 1806 | 1821 | 1831 | 1836  | 1841  | 1846  | 1851  |
| ---- | ---- | ---- | ---- | ---- | ----- | ----- | ----- | ----- |
| 693  | 760  | 884  | 886  | 991  | 1 041 | 1 125 | 1 109 | 1 130 |

| 1856  | 1861  | 1866  | 1872  | 1876  | 1881 | 1886  | 1891  | 1896 |
| ----- | ----- | ----- | ----- | ----- | ---- | ----- | ----- | ---- |
| 1 078 | 1 080 | 1 086 | 1 031 | 1 026 | 992  | 1 022 | 1 024 | 947  |

| 1901 | 1906 | 1911 | 1921 | 1926 | 1931 | 1936 | 1946 | 1954 |
| ---- | ---- | ---- | ---- | ---- | ---- | ---- | ---- | ---- |
| 875  | 838  | 802  | 766  | 765  | 710  | 681  | 671  | 686  |

| 1962 | 1968 | 1975 | 1982 | 1990  | 1999  | 2005  | 2006  | 2010  |
| ---- | ---- | ---- | ---- | ----- | ----- | ----- | ----- | ----- |
| 680  | 675  | 638  | 955  | 1 158 | 1 411 | 1 673 | 1 700 | 1 790 |

| 2015  | 2020  | 2022  | - | - | - | - | - | - |
| ----- | ----- | ----- | - | - | - | - | - | - |
| 1 832 | 1 968 | 1 971 | - | - | - | - | - | - |

### Enseignement
La commune est rattachée à l'académie de Grenoble. Le groupe scolaire situé au centre-village regroupe une école maternelle de 3 classes et une école élémentaire de 5 classes. Un restaurant scolaire intergénérationnel et une salle d'activités douces complètent cet équipement.

### Médias
Historiquement, le quotidien à grand tirage Le Dauphiné libéré consacre, chaque jour, y compris le dimanche, dans son édition du Nord-Isère, un ou plusieurs articles à l'actualité du canton et quelquefois de la commune, ainsi que des informations sur les éventuelles manifestations locales, les travaux routiers, et autres événements divers à caractère local.

### Cultes
La communauté catholique et l'église de Moidieu-Détourbe (propriété de la commune) dépendent de la paroisse Sainte Mère Teresa en Viennois, elle-même rattachée au diocèse de Grenoble-Vienne.

## Économie
Le centre-village regroupe quelques commerces de proximité (bars, restaurant, tabac, presse, dépôt de pain, produits fermiers et locaux) ainsi que des services (salon de coiffure, esthétique, Agence Postale, micro-crèche). 
La Détourbe regroupe quelques commerces (bar, tabac, restaurant, produits fermiers, garage auto, vétérinaire) ainsi que la zone d'activités du Bailly sur laquelle sont implantés une dizaine d'entreprises.

## Culture locale et patrimoine

### Lieux et monuments
- Motte de la maison forte de Moidieu :

située à proximité du lieu-dit Guettières ; la maison forte est citée au XIVe siècle bastida Moydies.
- Prieuré de Moidieu-Détourbe, labellisé Patrimoine en Isère en 2011[20].
- Église Saint-Jean-et-Saint-Maximin de Moidieu-Détourbe.

### Personnalités liées à la commune
Une branche de la famille Berger, originaire des Abrets, va donner les seigneurs de Moidieu dont :
- François de Berger de Moidieu de Malissoles, né en 1677, évêque de Gap en 1706, surnommé « le saint des Alpes ».
- Gaspard-Claude de Berger de Moidieu, procureur général au Parlement de Grenoble en 1779.

### Héraldique
| Blason de Moidieu-Détourbe | Blason  | Taillé : au 1er d'or à la façade de l'église du lieu de sable et d'argent, ouverte et ajourée du deuxième, posée sur une trangle d'azur, au 2d d'orangé à un mouton contourné et arrêté d'argent, la tête et les pattes de sable ; au bâton en barre d'azur, brochant sur la partition et combiné avec la trangle du 1er. |
| Blason de Moidieu-Détourbe | Détails | Le statut officiel du blason reste à déterminer. |